# 傑弗里斯貝

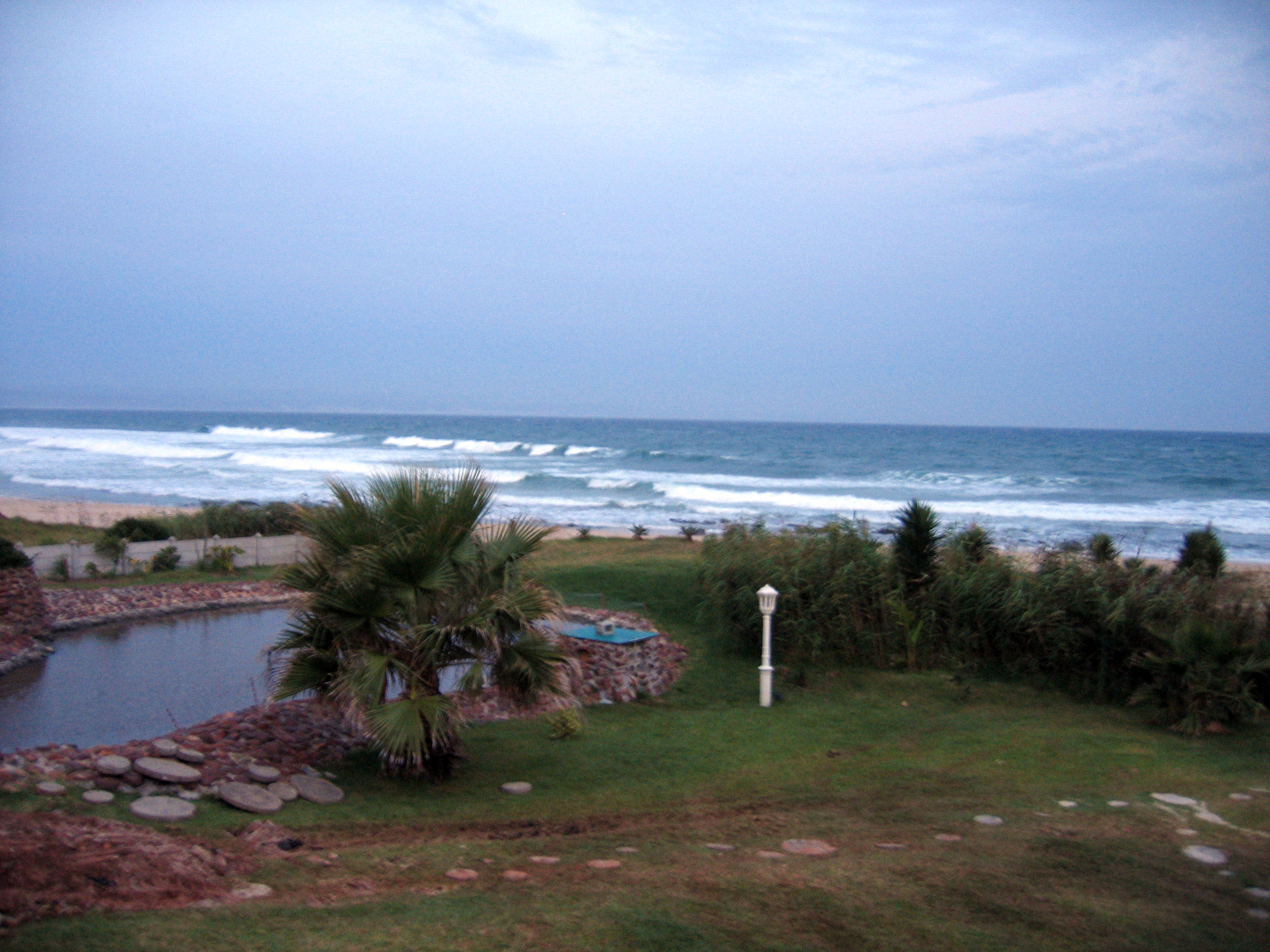

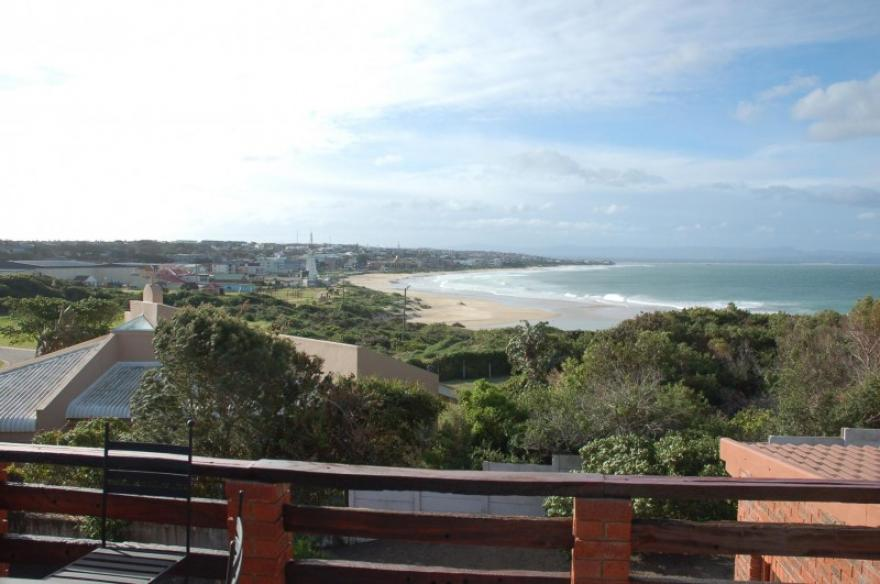

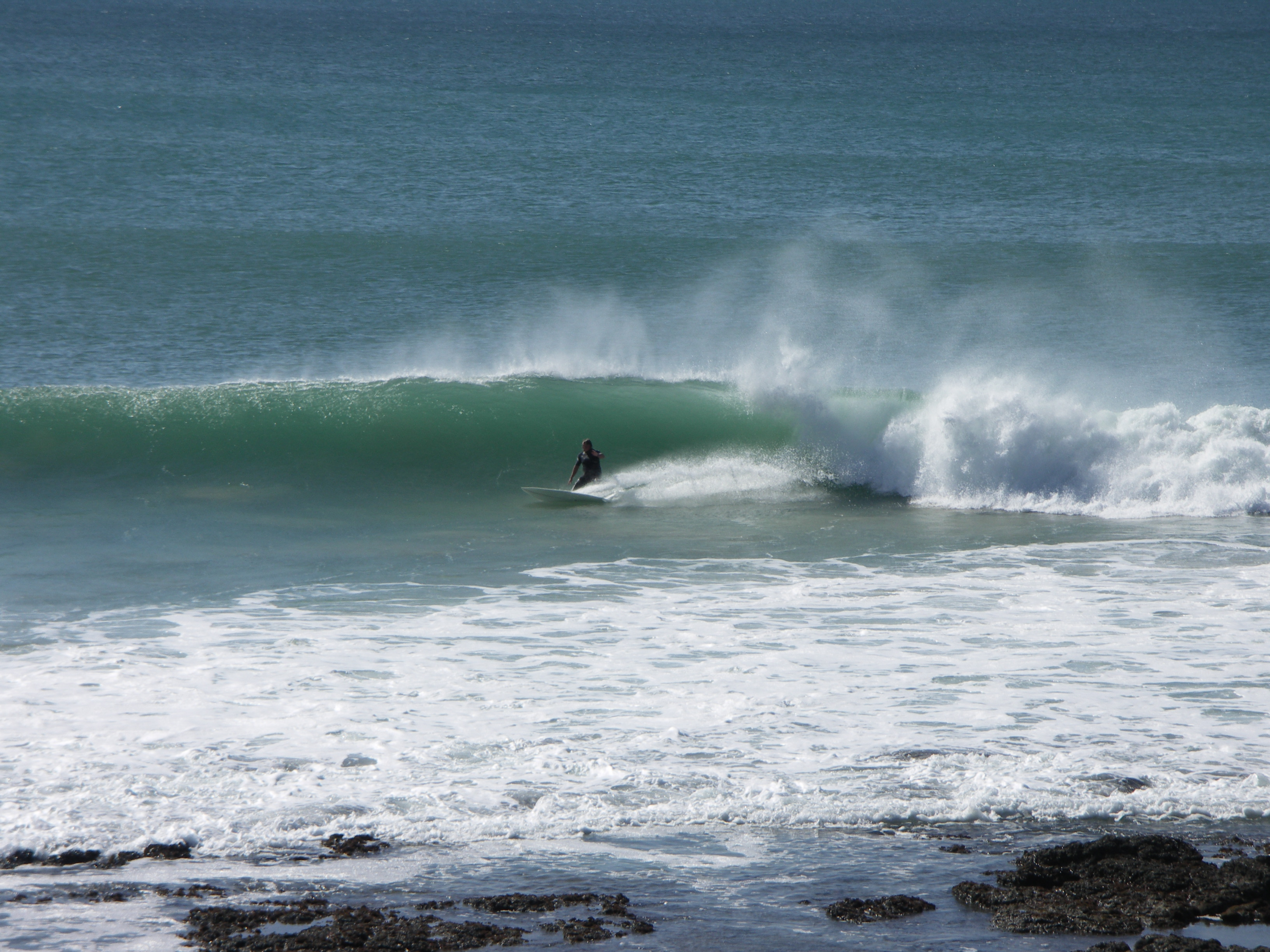

傑弗里斯貝是南非的城鎮，位於該國東南部，由東開普省負責管轄，始建於1849年，面積11.25平方公里，2001年人口14,775，人口密度每平方公里約1,300人。

## 外部連結
- Official tourism site （页面存档备份，存于）
- Jeffreys Bay Official Galerie
- Accommodation and Events in Jeffreys Bay （页面存档备份，存于）